# Bejewe
Bejewe (ukrainisch Беєве; russisch Беево Bejewo) ist ein Dorf in der ukrainischen Oblast Sumy mit etwa 610 Einwohnern (2019).

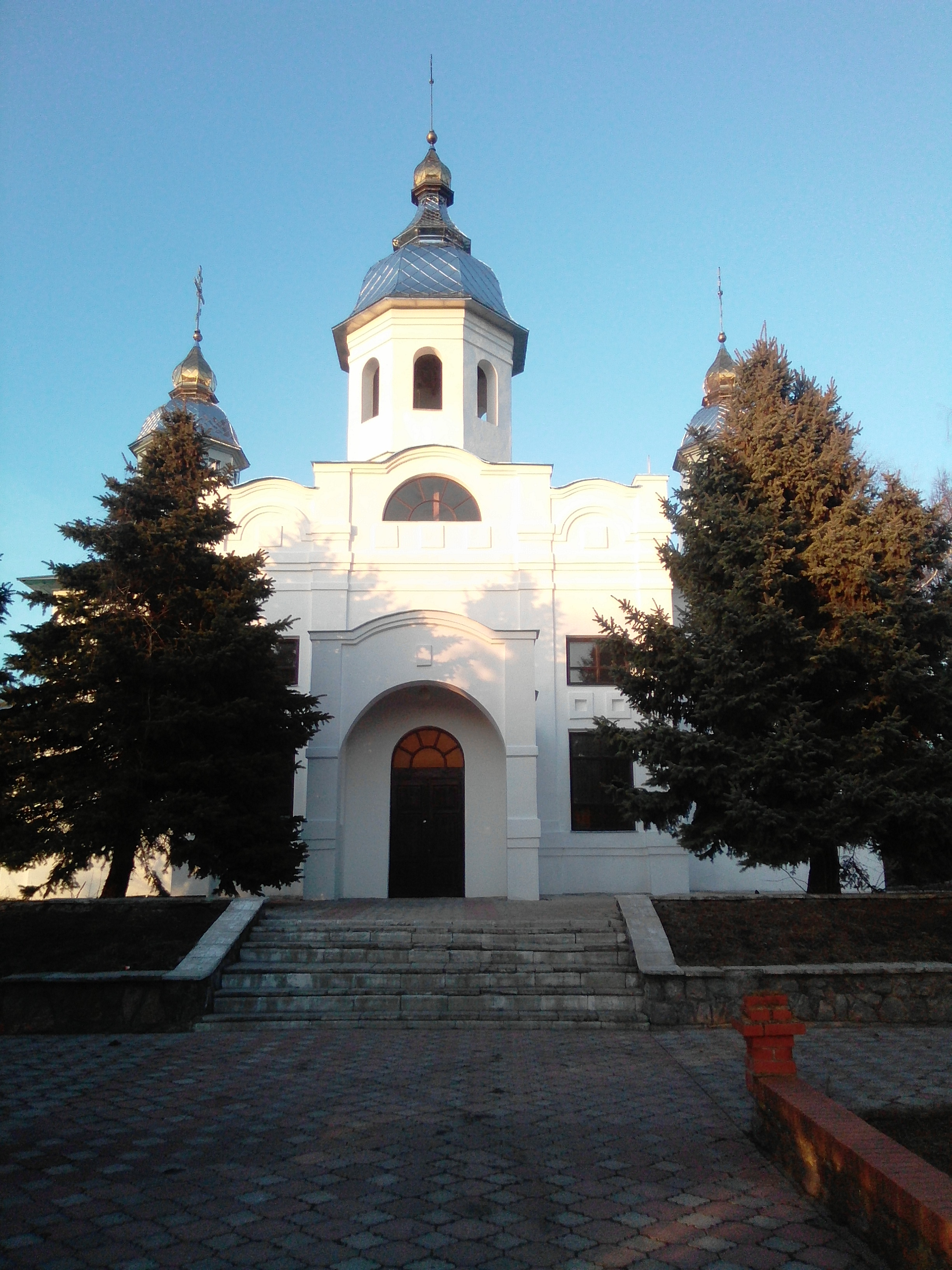
Ukrainisch-orthodoxe Kirche der Verklärung (2017)

Das Ende des 18. Jahrhunderts gegründete Dorf hatte 1862 insgesamt 1511 Einwohner, davon waren 747 Männer und 764 Frauen. 2001 lebten im Dorf 761 Menschen.
Im Jahr 2004 wurde im Dorf die Kirche der Verklärung der orthodoxen Kirche der Ukraine erbaut.
Die Ortschaft liegt auf einer Höhe von 157 m an der Quelle der Probuschka (Пробужка), einem 19 km langen, rechten Nebenfluss des Hrun (Грунь), der wiederum dem Psel zufließt. Nördlich vom Dorf liegt die Quelle des Chorol, der ebenfalls ein Zufluss des Psel ist. Bejewe befindet sich 22 km nordöstlich vom Gemeinde- und ehemaligen Rajonzentrum Lypowa Dolyna und etwa 80 km südwestlich vom Oblastzentrum Sumy.
Am 5. März 2019 wurde das Dorf ein Teil der neugegründeten Siedlungsgemeinde Lypowa Dolyna, bis dahin bildete es zusammen mit den Dörfern Kuplewacha (Куплеваха), Melnykowe (Мельникове) und Oleschtschenkowe (Олещенкове) die gleichnamige Landratsgemeinde Bejewe (Беївська сільська рада/Bejiwska silska rada) im nördlichen Zentrum des Rajons Lypowa Dolyna.
Am 17. Juli 2020 kam es im Zuge einer großen Rajonsreform zum Anschluss des Rajonsgebietes an den Rajon Romny.

## Söhne und Töchter der Ortschaft
- Fedir Hluch (ukrainisch Федір Кирилович Глух, russisch Федор Кириллович Глух Fedor Kirillowitsch Gluch; 1912–1984), ukrainischer Jurist und kommunistischer Politiker der Ukrainischen SSR.[2]